# Jan Maria Piskorski
Jan M. Piskorski (ur. 1956 w Szczecinie) – polski historyk, profesor doktor habilitowany, wykładowca historii porównawczej Europy na Uniwersytecie Szczecińskim.
Kierownik Zakładu Europejskich Studiów Porównawczych Instytutu Historii i Stosunków Międzynarodowych na Wydziale Humanistycznym Uniwersytetu Szczecińskiego.

## Życiorys
Jest synem Czesława Piskorskiego. W latach 1976–1979 studiował historię, archiwistykę, polonistykę oraz filologię klasyczną na Uniwersytecie Poznańskim. Po ukończenia studiów rozpoczął pracę w Instytucie Historii PAN w Warszawie, w prowadzonym przez profesora Gerarda Labudę Zakładzie Historii Pomorza w Poznaniu. 
W 1983 r. obronił na UAM pisany pod kierunkiem profesora Jerzego Strzelczyka doktorat pt. Miasta księstwa szczecińskiego do połowy XIV w. W latach 1988–1989 kontynuował naukę na Uniwersytecie w Getyndze, gdzie zarazem kończył habilitację. W 1991 r. zdał kolokwium habilitacyjne na UAM na podstawie pracy Kolonizacja wiejska Pomorza Zachodniego w XIII i początkach XIV w. na tle procesów osadniczych w średniowiecznej Europie, omawiającą zagadnienia kolonizacji wiejskiej na obszarze Europy i Pomorza Zachodniego w średniowieczu.
W latach 2000–2006 był wiceprezesem wspólnej polsko-niemieckiej komisji mieszanej ds. podręczników szkolnych przy UNESCO, a w latach 2006–2007 przewodniczącym Rady Humanity in Action Poland.
Członek wielu rad naukowych oraz kolegiów redakcyjnych, między innymi Niemieckiego Instytutu Historycznego w Warszawie, „Przeglądu Historycznego” (Warszawa), Muzeum PRL w Nowej Hucie, Muzeum Przesiedleń we Friedlandzie. Był także profesorem gościnnym na uniwersytetach w Halle, Moguncji i Osnabrücku w Niemczech, członkiem komitetu redakcyjnego kwartalnika German History (Londyn, Oksford) oraz w latach 1992–2005 dyrektorem Wydawnictwa Poznańskiego Towarzystwa Przyjaciół Nauk.
Specjalizuje się głównie w dziejach kolonizacji i migracji, w tym na prawie niemieckim, historii dziejopisarstwa oraz historii Europy Środkowo-Wschodniej.
Publikuje także w Austrii, Finlandii, Hiszpanii, Indiach, Niemczech, Rosji, Szwajcarii, USA, na Węgrzech i w Wielkiej Brytanii.
Przygotowywał filmy edukacyjne dla Telewizji Polskiej, w tym scenariusze do kilku pierwszych odcinków Pomorskich pejzaży historycznych, które też prowadził.
Publicysta i eseista między innymi Odry, Więzi, Kwartalnika Literackiego Wyspa, Gazety Wyborczej, Polityki, Rzeczypospolitej oraz wielu innych gazet i miesięczników polskich, niemieckich, hiszpańskich, szwajcarskich.
Przewodniczył sympozjum „Pogranicza, ludzie pograniczy, granice epok w nauce i sztuce” w czasie XIX Powszechnego Zjazdu Historyków Polskich w Szczecinie w 2014.

## Publikacje
Książki autorskie i redakcje:
- Miasta Księstwa Szczecińskiego do połowy XIV wieku, Warszawa: PWN 1987; wyd. 2: Poznań-Szczecin: PTPN & MN (Szczecin) 2005 (nagroda Instytutu Zachodniego za 1987 rok).
- Kolonizacja wiejska Pomorza Zachodniego w XIII i w początkach XIV wieku na tle procesów osadniczych w średniowiecznej Europie, Poznań: PTPN 1990; wyd. 2: 2005.
- Polska Mieszka I. W tysiąclecie śmierci twórcy państwa i Kościoła polskiego (25 maja 992 – 25 maja 1992), red. & przedmowa Jan M. Piskorski, Poznań: Wydawnictwo PAN 1993; wyd. 2 zmienione:Civitas Schinesghe. Mieszko I i początki państwa polskiego. Poznańskie Towarzystwo Przyjaciół Nauk, Poznań-Gniezno 2004 ISBN 83-7063-416-8.
- Szczecin. Zarys historii, Jan M. Piskorski & B. Wachowiak, E. Włodarczyk; red. Jan M. Piskorski, Poznań: PTPN 1993, wyd. 2: 1998; wyd. 3 zmienione: 2002.
- Stettin. Kurze Stadtgeschichte, Jan M. Piskorski & B. Wachowiak, E. Włodarczyk; red. Jan M. Piskorski, tłum. E. Janus i A. Warnecke, Poznań: PTPN 1994; wyd. 2: 1998.
- A Short History of Szczecin, Jan M. Piskorski & B. Wachowiak, E. Włodarczyk, red. Jan M. Piskorski, tłum. K. Wilson, Poznań: PTPN 2002.
- T. Tyc, Ze średniowiecznych dziejów Wielkopolski i Pomorza. Wybór prac i posłowie Jan M. Piskorski, Poznań: PTPN 1997.
- Homines et societas. Czasy Piastów i Jagiellonów. Studia historyczne ofiarowane Antoniemu Gąsiorowskiemu w sześćdziesiątą piątą rocznicę urodzin, red. T. Jasiński, T. Jurek & Jan M. Piskorski, Poznań: PTPN 1997.
- Pomorze poprzez wieki, red. & współautor Jan M. Piskorski, tłum. B. Grunwald-Hajdasz, Szczecin: Zamek Książąt Pomorskich 1999 (nagroda „Klio” Porozumienia Wydawców Książki Historycznej za rok 1999).
- Pommern im Wandel der Zeiten, red. Jan M. Piskorski, tłum. A. Warnecke, Szczecin: Zamek Książąt Pomorskich 1999
- „Deutsche Ostforschung” und „polnische Westforschung” im Spannungsfeld von Wissenschaft und Politik. Disziplinen im Vergleich, red. Jan M. Piskorski & J. Hackmann, R. Jaworski, Osnabrück: fibre Verlag 2002.
- Historiographical Approaches to Medieval Colonization of East Central Europe. A Comparative Analysis Against the Background of Other European Inter-ethnic Colonization Processes in the Middle Ages, red. Jan M. Piskorski, New York: Colorado University Press & Columbia University Press 2002 [East European Monographs 611].
- Pomorze plemienne. Historia – archeologia – językoznawstwo, Poznań-Szczecin: Sorus & MN (Szczecin), PTPN 2002; wyd. 2 z nową przedmową autorską Wodzisław Śląski: Templum 2014.
- Polacy i Niemcy. Czy przeszłość musi być przeszkodą? (wokół dyskusji o wysiedleniach i tzw. Centrum przeciw Wypędzeniom), Poznań: Wydawnictwo Poznańskie 2004.
- K. Potkański, Pisma pośmiertne, wyd. K. Bujak, posłowie Jan M. Piskorski, Poznań: PTPN 2004.
- Vertreibung und deutsch-polnische Geschichte. Eine Streitschrift, tłum. A. Warnecke, Osnabrück: fibre Verlag 2005; wyd. 2 z nowym autorskim posłowiem tamże 2007 (nagroda Zachodniopomorskiego Klubu Liderów Nauki 2008).
- Kontinuitäten und Brüche: Lebensformen – Alteingesessene – Zuwanderer von 500 bis 1500, red. K. Kaser, D. Gramshammer-Hohl, Jan M. Piskorski, E. Vogel, Klagenfurt: Wieser Verlag 2010.
- Wygnańcy. Przesiedlenia i uchodźcy w dwudziestowiecznej Europie, Warszawa: Państwowy Instytut Wydawniczy 2010; dodruk tamże 2011 (nagroda Ministra Nauki i Szkolnictwa Wyższego oraz nominacje do nagrody tygodnika „Polityka” na najlepszą książkę historyczną oraz do nagrody literackiej „Srebrny Kałamarz” Fundacji Zielona Gęś im. Konstantego Ildefonsa Gałczyńskiego).
- Wojna, pamięć, tożsamość. O bitwach i mitach bitewnych, red. Jan M. Piskorski, Warszawa: Bellona 2012.
- Die Verjagten. Flucht und Vertreibung im Europa des 20. Jahrhunderts, tłum. P.O. Loew, München: Siedler Verlag 2013 (oprawa twarda i E-book), München: Pantheon 2015 (oprawa miękka) oraz specjalne wydanie wschodnioniemieckich centrali kształcenia politycznego (Zentrale für politische Bildung).
- Polska – Niemcy. Blaski i cienie tysiącletniego sąsiedztwa, Warszawa: Bellona 2017.
- Pomeranika, Warszawa: Bellona 2020.
- Gorzka sól historii. Migracje i transformacje, Warszawa: Bellona 2021.
- (wespół z Timmem Stuetzem), Spacer między słowem a obrazem, Szczecin: Książnica Pomorska 2023.
- Bitwy o przeszłość. Nauka, polityka, media, edukacja, Kraków: Universitas 2024.
- Syrena i profesor. Opowiadania, Wrocław: Oficyna Wydawnicza ATUT 2024.